# Alan Ball (manusförfattare)
Alan E. Ball, född 13 maj 1957 i Atlanta i Georgia, är en amerikansk manusförfattare, regissör och producent för TV, film och teater.

## Karriär
Karriären inledde Alan Ball som manusskribent till 90-tals TV-serierna Inte bara morsa och Cybill, men han är främst känd för att ha skrivit manus till långfilmen American Beauty (1999) samt för att ha skapat, skrivit och regisserat flera avsnitt av TV-serien Six Feet Under. Han föredrar att arbeta med TV framför film, särskilt när det handlar om manusskrivande. Alan Ball är homosexuell vilket återspeglar sig i hans verk som ofta innehåller homosexuella roller eller belyser homosexuella teman. Att han ofta skriver om blod och död beror, enligt honom, på en ytterst traumatisk barndomsupplevelse. När han var 13 år och systern 22 år och de åkte bil, så råkade de ut för en krasch. Systern avled mitt framför ögonen på honom.
Alan Ball belönades 2000 med en Oscar för bästa manus för American Beauty. Hans arbete med Six Feet Under har dessutom vunnit och nominerats till en mängd andra priser, bland annat flera Emmy och en Golden Globe. Han har sedan dess fortsatt samarbetet med den amerikanska kabel-TV-bolaget HBO och ligger bakom vampyrserien True Blood.

## Filmografi (urval)
- 1999 – American Beauty (manus)
- 2001–2005 – Six Feet Under (TV-serie) (manus, regi)
- 2007 – Nothing Is Private (även känd som Towelhead; manus, regi och produktion)
- 2008–2012 – True Blood (TV-serie) (manus, regi)